# Orkiestra Symfoniczna im. Karola Namysłowskiego w Zamościu
Orkiestra Symfoniczna im. Karola Namysłowskiego w Zamościu – najstarsza w Polsce orkiestra symfoniczna, nosząca imię swojego założyciela – Karola Namysłowskiego powstała 4 listopada 1881 roku (20 lat przed Filharmonią Narodową).
Do roku 1939 finansowana była przez rodzinę Namysłowskich.
Po II wojnie światowej mecenat nad orkiestrą zaczęło przejmować państwo.
Od 13 sierpnia 1944 roku Orkiestra pod kierownictwem Stanisława Splewińskiego działała jako sekcja rytmiczna przy istniejącym w Zamościu Stowarzyszeniu Miłośników Sztuki.
13 sierpnia 1945 roku na posiedzeniu Związku Muzyków Zawodowych na kapelmistrza orkiestry został wybrany Stanisław Bryk. Wydział Kultury i Sztuki w Lublinie wydał orkiestrze zezwolenie na występy publiczne z zastrzeżeniem, że w jej repertuarze nie będzie utworów jazzowych.
21 września 1945 roku, ówczesny minister kultury i sztuki Wincenty Rzymowski, wydał polecenie zorganizowania pełnej orkiestry.
22 stycznia 1947 roku powstało Stowarzyszenie „Orkiestra Włościańska Namysłowskiego w Zamościu”, zatwierdzono statut i regulamin orkiestry.
7 maja 1971 roku decyzją PWRN w Lublinie nadano orkiestrze nazwę: „Włościańska Orkiestra im. Karola Namysłowskiego”.
19 października 1976 roku decyzją Ministra Kultury i Sztuki Stowarzyszenie
zostało zaszeregowane do kategorii C – organizacji o regionalnym i lokalnym zasięgu działania.
27 czerwca 1978 roku uchwałą Nadzwyczajnego Walnego Zgromadzenia, Stowarzyszenie zostało rozwiązane, a jego majątek przekazano powołanemu trzy dni później (1 lipca) „Państwowemu Przedsiębiorstwu – Symfonicznej Orkiestry Włościańskiej im. Karola Namysłowskiego” (organem założycielskim był Wojewoda Zamojski).
25 lutego 1982 roku nadano orkiestrze nową nazwę: „Polska Orkiestra Włościańska im. Karola Namysłowskiego”, a w 1990 roku orkiestra otrzymała stałą siedzibę w zabytkowej bramie lwowskiej z własną salą koncertową.
Od 1999 roku Orkiestra działa jako samorządowa instytucja kultury, finansowana przez Miasto Zamość.
28 stycznia 2008 roku Uchwałą Nr XVI/129/08 Rady Miejskiej w Zamościu nadano orkiestrze nową, obecną nazwę – Orkiestra Symfoniczna im. Karola Namysłowskiego.
Od 1 marca 2007 roku dyrektorem naczelnym i artystycznym orkiestry jest Tadeusz Wicherek.
Orkiestra prowadzi stałą działalność koncertową na terenie kraju i poza jego granicami. Koncertowała między innymi w Stanach Zjednoczonych, Kanadzie, Niemczech, Austrii, Francji, Bułgarii, Rumunii, Rosji, Czechach, na Białorusi i Ukrainie.
Od 1923 roku prowadzi stałą działalność edukacyjną dla dzieci i młodzieży.
Od XII edycji (w 1991 roku) jest także organizatorem festiwalu muzyki poważnej Zamojskie Dni Muzyki.
Od 2000 roku, wspólnie z Towarzystwem Przyjaciół i Sympatyków Orkiestry, organizuje Międzynarodowe Mistrzowskie Kursy Muzyczne, a od 2007 roku Zamojski Festiwal Kultury im. Marka Grechuty. W tym samym roku, po raz pierwszy w Zamościu orkiestra wystawiła spektakl operowy „Straszny Dwór” S. Moniuszki.
Nowym przedsięwzięciem muzycznym, organizowanym od 2008 roku przez orkiestrę, jest Festiwal Kultury Włoskiej "Arte, Cultura, Musica E...".